# Strymon lois
Strymon lois är en fjärilsart som beskrevs av Leec. Strymon lois ingår i släktet Strymon och familjen juvelvingar. Inga underarter finns listade i Catalogue of Life.